# Dioryctria abietella
Dioryctria abietella là một loài bướm đêm thuộc họ Pyralidae. Nó được tìm thấy ở châu Âu.
Sải cánh dài 27–33 mm. Con trưởng thành bay làm một đợt from the end of tháng 5 đến tháng 9 .
Sâu bướm ăn các loài pine và other conifers.

## Hình ảnh

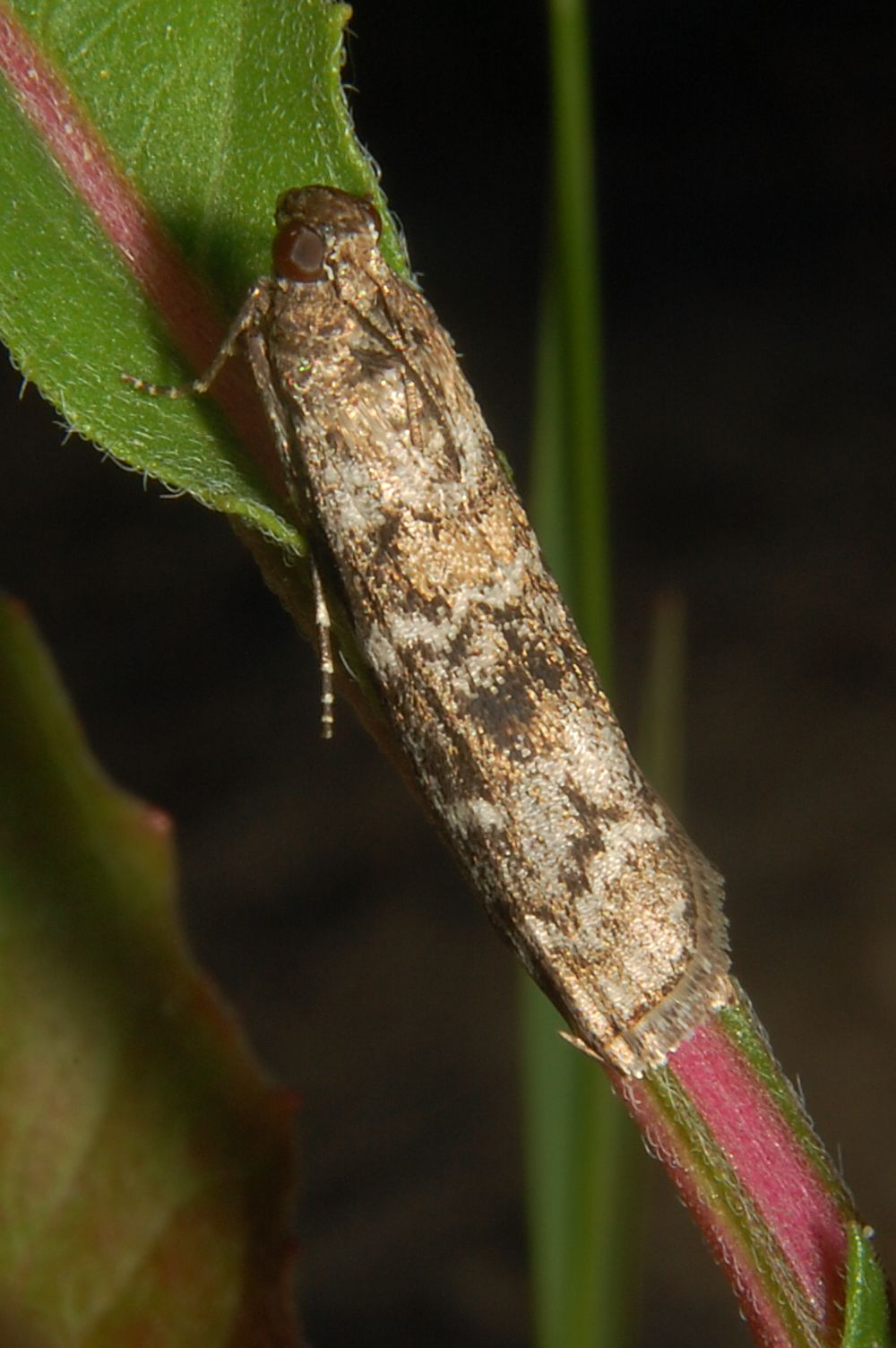
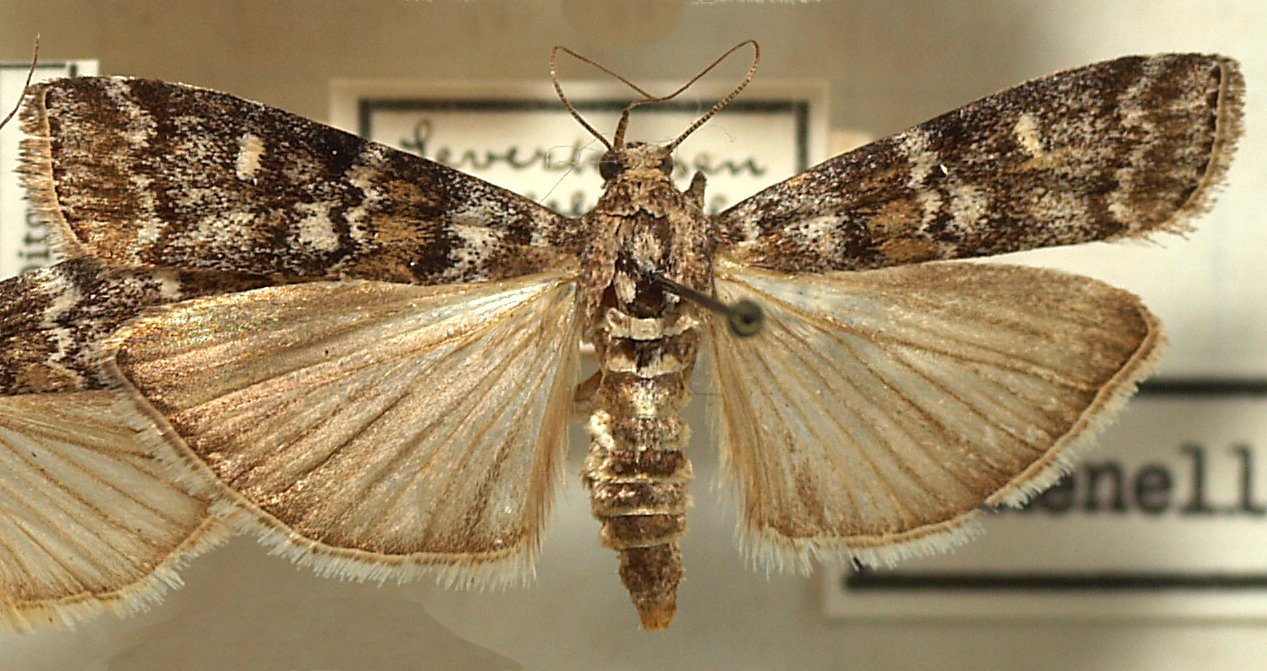
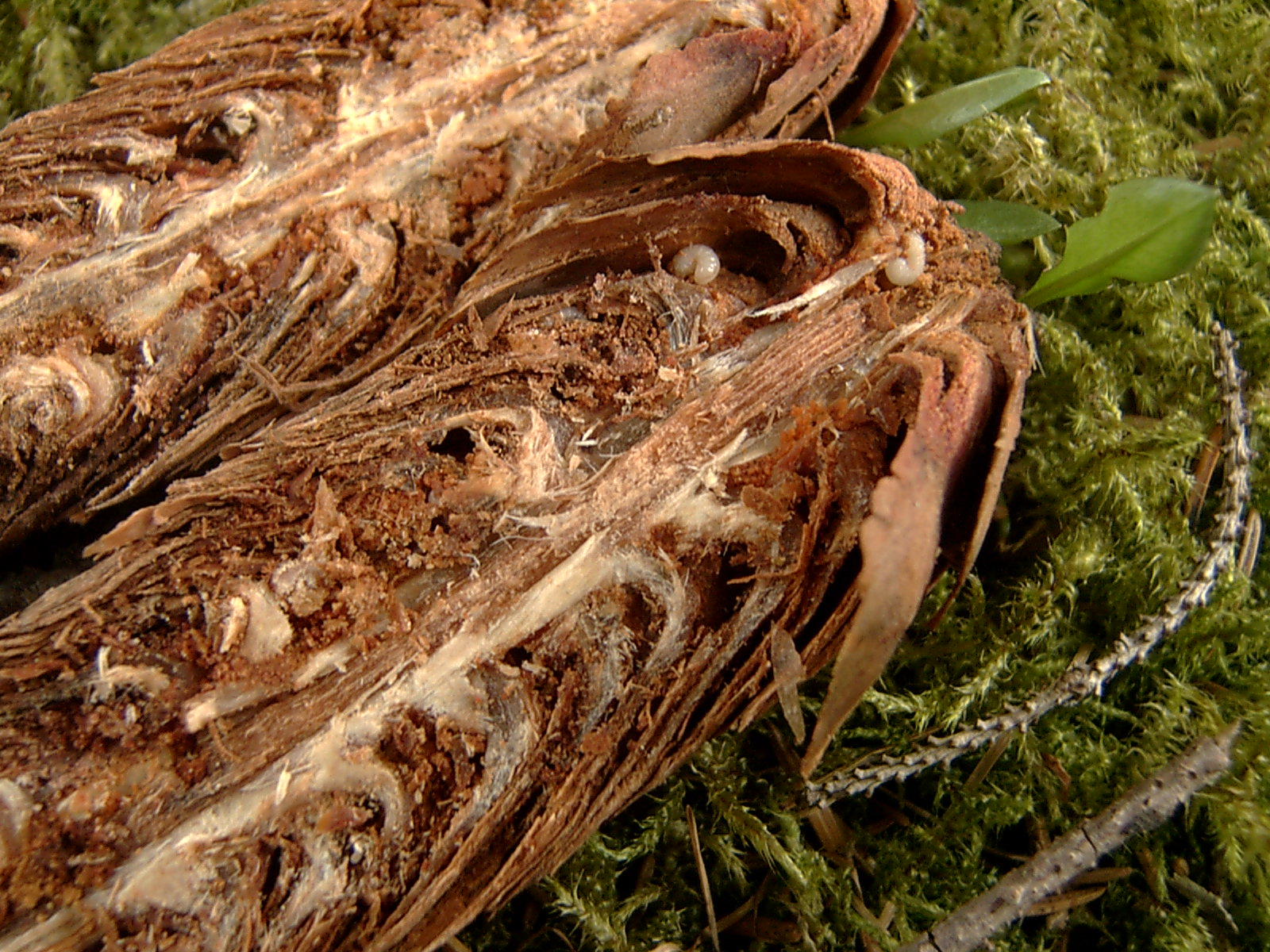
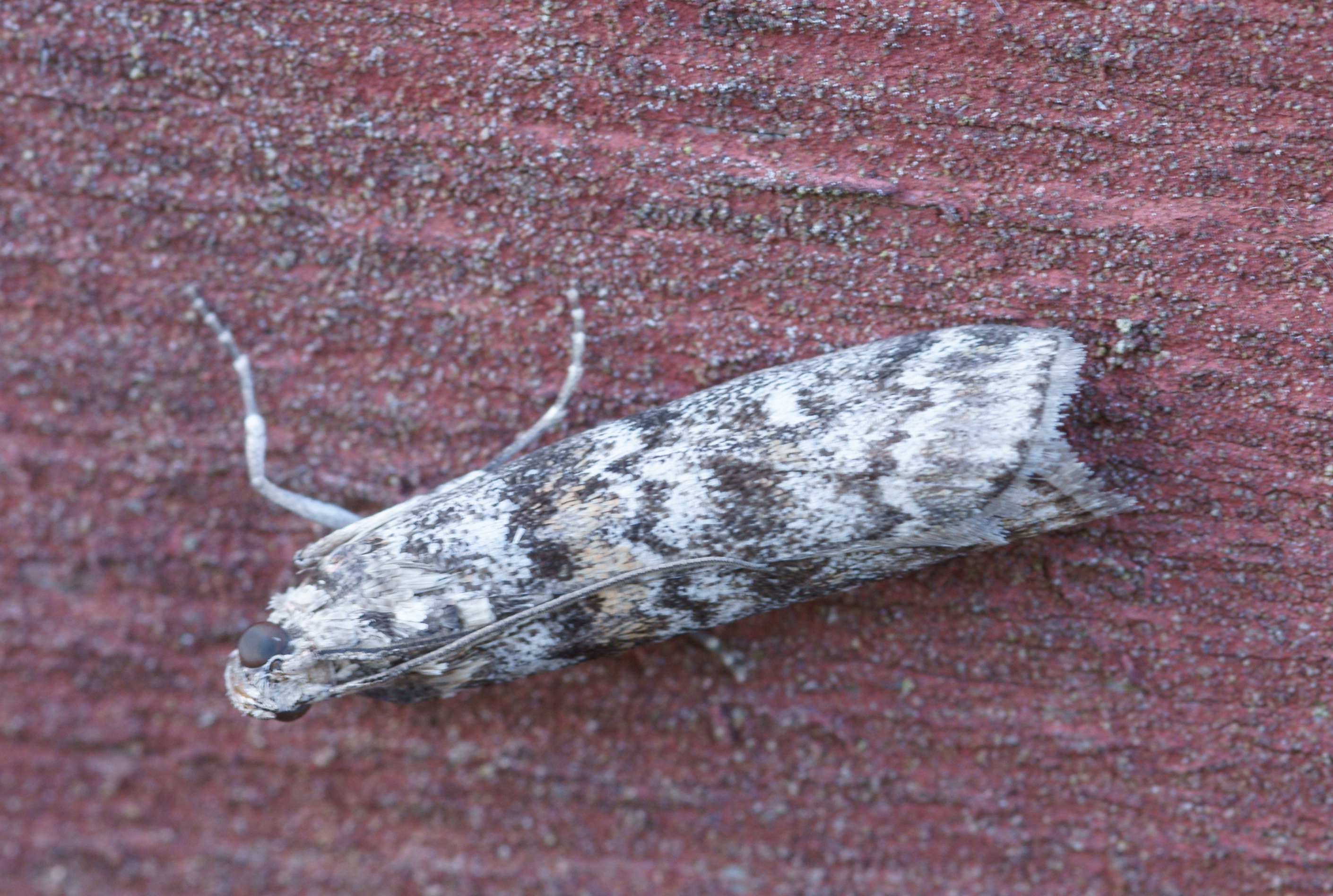